# Ewolucyjna biologia rozwoju

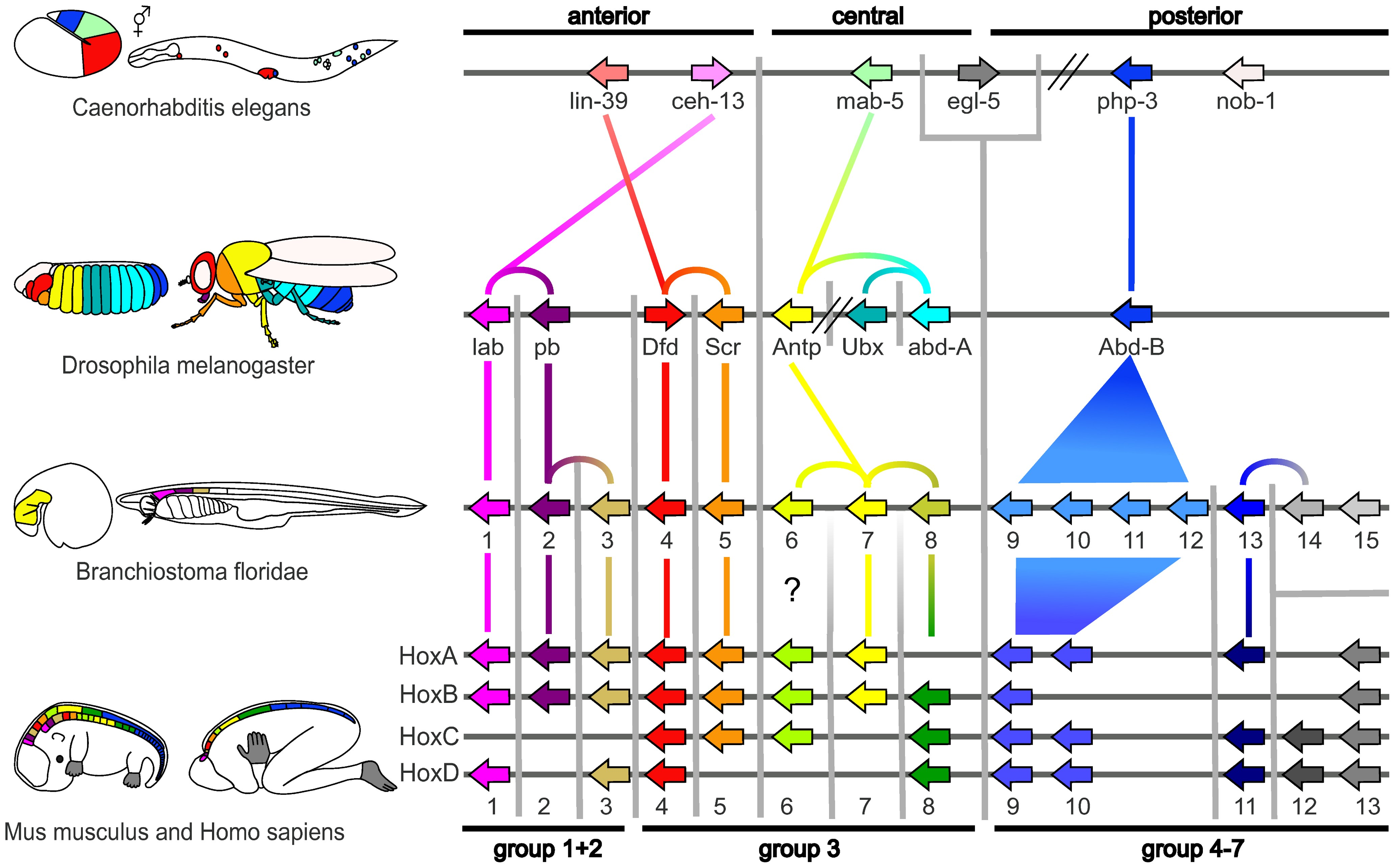
Geny Hox kontrolują rozwój embrionalny u tak różnych zwierząt, jak owady i kręgowce, kształtując budowę ciała osobników dorosłych. Są konserwatywne ewolucyjnie (niezmienne w czasie setek milionów lat ewolucji)

Ewolucyjna biologia rozwoju (ang. evolutionary developmental biology, w skrócie evo-devo) – dział biologii stanowiący nowoczesną syntezę biologii ewolucyjnej i biologii rozwoju, zajmujący się analizą i porównywaniem procesów rozwojowych organizmów żywych w celu określenia pokrewieństwa między nimi i zbadania ewolucji tych procesów. Evo-devo szuka odpowiedzi na pytania o ewolucję rozwoju embrionalnego, wpływ modyfikacji rozwoju na powstawanie nowych cech, rolę plastyczności rozwojowej w ewolucji, wpływ środowiska na rozwój i ewolucję itp. Powstała z połączenia embriologii porównawczej i genetyki ewolucyjnej.